# メルボルン交響楽団
メルボルン交響楽団（Melbourne Symphony Orchestra）は、オーストラリアのメルボルンに本拠地を置くオーケストラである。

## 沿革
創始者はアルバート・ゼルマン
。最初の演奏会は1906年12月11日に行われた。1934年からオーストラリア放送(ABC)所属の放送オーケストラのひとつとなり、1949年から1965年までは名称をヴィクトリア交響楽団としていた。
歴代指揮者の中で、ワルター・ジュスキント、ウィレム・ヴァン・オッテルローの二人は群を抜く国際派として名演を展開し、アンドリュー・デイヴィスも脂の乗った練達のバトンでかなりのグレード・アップを実現している。
また、岩城宏之が長く首席指揮者を務めた(1974～97年)ことで日本でも知られ、終身桂冠指揮者となった彼は、メルボルンのスタジオに「ヒロユキ・イワキ・オーディトリアム」と冠せられるほど当地では親しまれていた。

## 歴代首席指揮者等
- アルバート・ゼルマン(1906年 - 1927年)
- フリッツ・ハート(1927年 - 1932年)
- フリッツ・ハート、バーナード・ハインツ(1932年 - 1937年 ※共同)
- バーナード・ハインツ(1937年 - 1950年)
- アルチェオ・ガリエラ(1950年 - 1951年)
- フアン・ホセ・カストロ(1952年 - 1953年)
- ワルター・ジュスキント(1953年 - 1955年)
- クルト・ヴェス(1956年 - 1959年)
- ジョルジュ・ツィピーヌ(1961年 - 1965年)
- ウィレム・ヴァン・オッテルロー(1967年 - 1970年)
- フリッツ・リーガー(1971年 - 1972年)
- 岩城宏之(1974年 - 1997年)
- マルクル・シュテンツ(1998年 - 2004年)
- オレグ・カエターニ(2005年 - 2009年)
- 尾高忠明(2009年 - 2012年 ※首席客演指揮者)
- アンドリュー・デイヴィス(2013年 - 2022年)
- ハイメ・マルティン（英語版）(2022年 - )[4]